# Bella Vista (Corrientes)
Bella Vista ist die Hauptstadt des gleichnamigen Departamento Bella Vista in der Provinz Corrientes im Nordosten Argentiniens. Die 1825 gegründete Stadt liegt am Río Paraná.
Die Universidad Nacional del Nordeste (UNNE) hat eine Niederlassung in Bella Vista.
In Goya wird das Fiesta Nacional de la Naranja, Karneval und das katholische Skapulierfest gefeiert.

## Persönlichkeiten
- José Sand (* 1980), in Bella Vista geborener Fußballspieler